# 1734 en musique classique
| \| • Retour à la chronologie générale de la musique classique • \| |
| Grèce • Rome • Haut Moyen Âge • VIIIe siècle • IXe siècle • Xe siècle • XIe siècle XIIe siècle • XIIIe siècle • XIVe siècle • XVe siècle • XVIe siècle • XVIIe siècle XVIIIe siècle • XIXe siècle • XXe siècle • XXIe siècle |
| • Retour à la chronologie générale de la musique classique • |

| Années en musique classique : 1731 - 1732 - 1733 - 1734 - 1735 - 1736 - 1737    |
| Décennies en musique classique : 1700 - 1710 - 1720 - 1730 - 1740 - 1750 - 1760 |

## Événements
- Création d’une école de ballet en Russie.
- Cantates de Johann Sebastian Bach :
  - Oratorio de Noël (constitué de six cantates) ;
  - In allen meinen Taten ;
  - Preise dein Glücke, gesegnetes Sachsen ;
  - Thomana sass annoch betrubt.
- Circe, opéra de Reinhard Keiser.
- La Clemenza di Tito, mélodrame de Pierre Métastase.
- Parution du Premier Livre de Pièces de Clavecin, de Michel Corrette.
- Ballets de village en trio, de Joseph Bodin de Boismortier.
- Troisième livre de pièces de clavecin, de Jean-François Dandrieu.
- 6 sonates en trio, de Mondonville.
- Pièces de clavecin en sonates, de Mondonville.

## Naissances

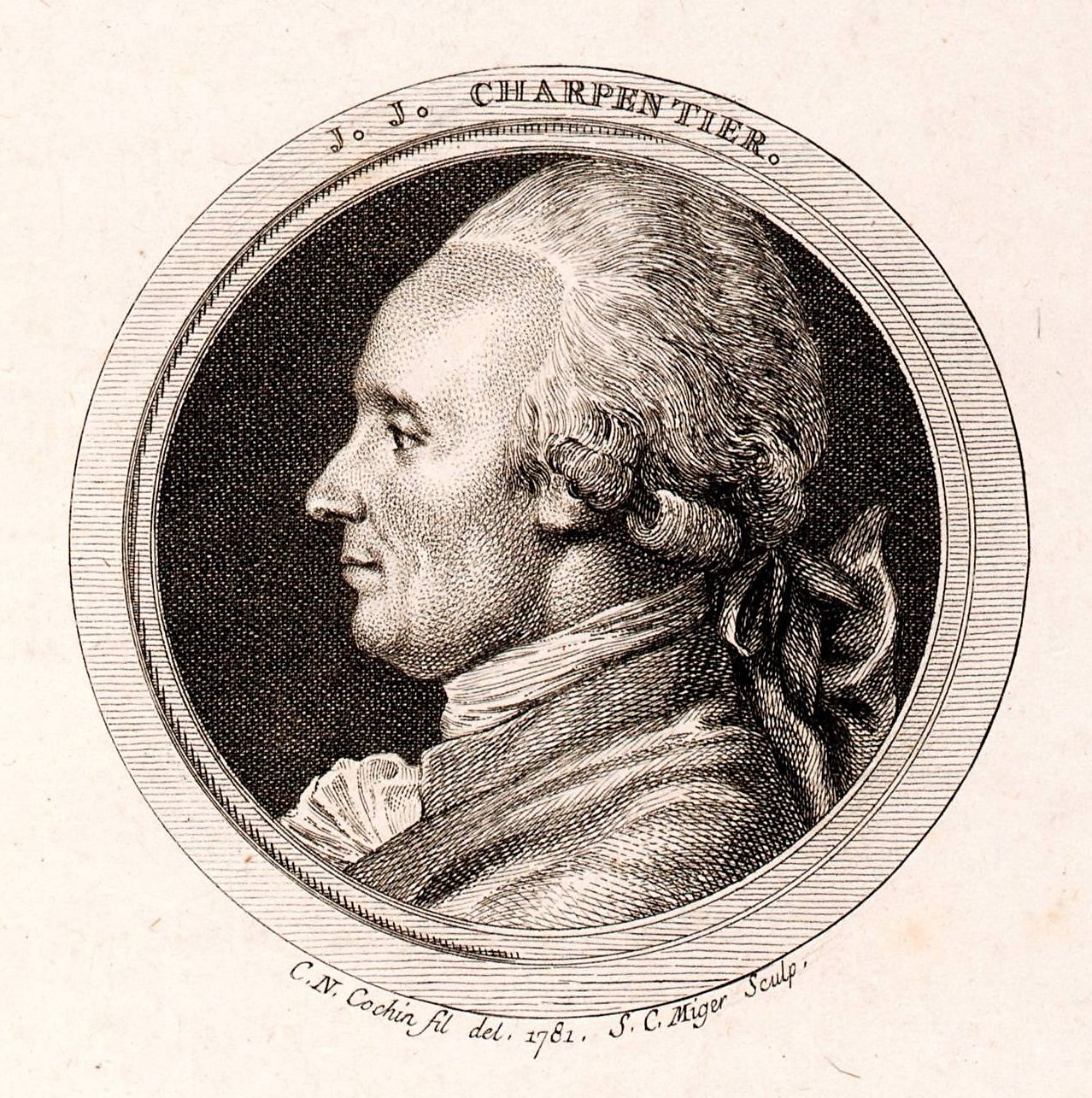
Jean-Jacques Beauvarlet Charpentier.

- 13 janvier : Luka Sorkočević, compositeur et diplomate croate († 11 septembre 1789)
- 17 janvier : François-Joseph Gossec, compositeur français († 16 février 1829).
- 20 février : Franz Beck, compositeur allemand († 31 décembre 1809).
- 15 juin : Johann Ernst Altenburg, compositeur et trompettiste allemand († 14 mai 1801).
- 28 juin : Jean-Jacques Beauvarlet Charpentier, claveciniste, organiste et compositeur français († 6 mai 1794).
- 5 septembre : Jean-Benjamin de La Borde, compositeur français († 22 juillet 1794).
- 18 décembre : Jean-Baptiste Rey, compositeur et chef d'orchestre français, frère du violoncelliste Louis-Charles-Joseph Rey († 15 juillet 1810).

Date indéterminée :
- Louis Grénon, compositeur français († 1769).

## Décès

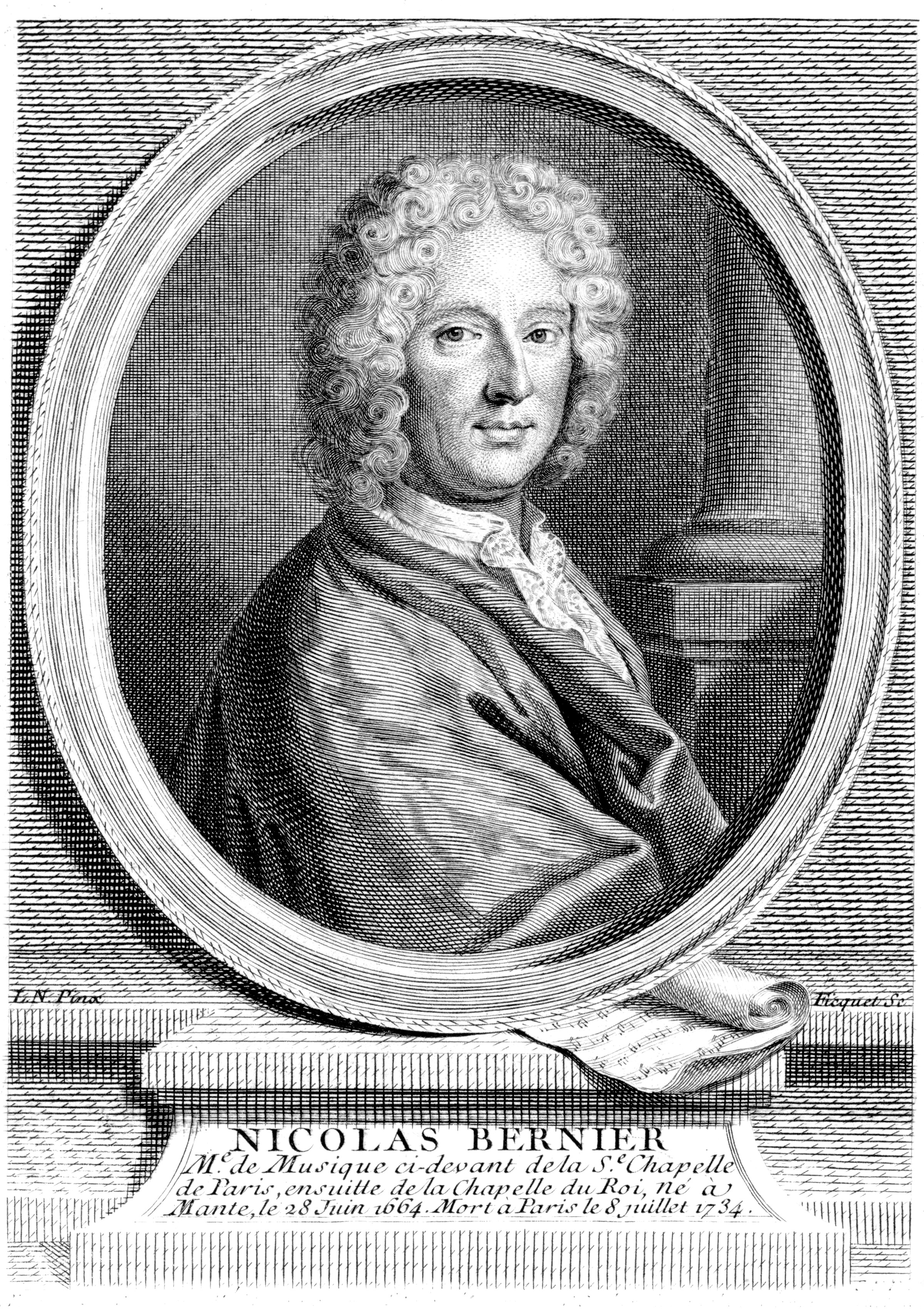
Nicolas Bernier

- 16 mars : André Silbermann, facteur d'orgue allemand actif en Alsace (° 16 mai 1678).
- 1er avril : Louis Lully, musicien français (° 4 août 1664).
- 30 avril : Grzegorz Gerwazy Gorczycki, compositeur polonais (° vers 1667).
- 5 septembre : Nicolas Bernier, compositeur français (° 28 juin 1664).

Date indéterminée
- Margherita Durastanti, chanteuse d'opéra italienne.
- Marc-Roger Normand, compositeur, claveciniste, organiste français (° 1663).

Après 1734 :
- Antonio Martín y Coll, organiste, théoricien de la musique et compositeur espagnol.
- Antonio Orefice, compositeur italien (° avant 1708).